# Amorphophallus obovoideus
Amorphophallus obovoideus är en kallaväxtart som beskrevs av Cornelis Rugier Willem Karel van Alderwerelt van Rosenburgh. Amorphophallus obovoideus ingår i släktet Amorphophallus och familjen kallaväxter. Inga underarter finns listade.